# Letting Go (Dutty Love)
„Letting Go (Dutty Love)“ je píseň amerického R&B zpěváka Seana Kingstona z jeho třetího studiového alba. Produkce se ujal producent Stargate. S touto písní mu vypomohla americká hip-hopová zpěvačka Nicki Minaj.

## Hitparáda
| Země   | Umístění |
| ------ | -------- |
| Kanada | 35       |
| USA    | 36       |